# جان ويستوود
جان ويستوود (بالإنجليزية: Jean Westwood)‏ هي راقصة على الجليد بريطانية، ولدت في القرن العشرين في مانشستر في المملكة المتحدة.